# Dag Campbell
Dag Emil Stefan Campbell, född 5 oktober 1925 i Stockholm, död 25 augusti 1998 i Uppsala, var en svensk ingenjör och farmakolog. 
Campbell, som var son till professor Åke Campbell och läkaren Hjördis Lind-Campbell, utexaminerades från Chalmers tekniska högskola 1949, blev medicine kandidat vid Uppsala universitet 1951, medicine doktor 1960 och docent 1961. Han var assistent på farmakologiska institutionen vid Uppsala universitet 1956–1960 och farmakolog hos AB Pharmacia i Uppsala från 1959. Han skrev bland annat Trac Autoradiography (1951) och Renal tubular handling and diuretic effect of mercurial diuretics (doktorsavhandling, 1960). Campbell är begravd på Uppsala gamla kyrkogård.
Han var gift första gången 1955–1974 med Ulla Campbell, född Hansen, och andra gången 1981 med Maléne Campbell, född Holmberg.